# キューティー・Q
キューティー・Qは、日本の女性歌手グループ。

## メンバー
- 江原美嘉
- 三浦道子
- 時千鶴
- 上原和子

## 略歴
大阪松竹歌劇団（OSK）出身の葉月美嘉、時千鶴、九重ひずる、美吉有子、三浦道子の5人で、1963年3月に「スパンキーファイブ」を結成。1964年3月に小柳弥栄のシングル「芽生えて そして」のB面「花の名はショウ」でレコードを発売するが解散。
1965年に時千鶴、三浦道子の2人に、江美美嘉と上原知子を加えた4人で、「キューティー・Q」を結成。同年3月に東芝レコードより、シングル「ファースト・ラヴ」を発売。
1969年にキングレコード/ロンドンレコードへ移籍。

## ディスコグラフィー

### シングル
※　すべてEPレコード。
| 発売日                           | 規格品番     | 面           | タイトル                                 | 作詞           | 作曲                     | 編曲         |
| 東芝レコード                     | 東芝レコード | 東芝レコード | 東芝レコード                             | 東芝レコード   | 東芝レコード             | 東芝レコード |
| -------------------------------- | ------------ | ------------ | ---------------------------------------- | -------------- | ------------------------ | ------------ |
| 1965年3月                        | TP-1092      | A            | ファースト・ラヴ                         | 永六輔         | いずみたく               | いずみたく   |
| 1965年3月                        | TP-1092      | B            | 青空に両手を                             | 漣健児         | Stuart Chamberlain       | いずみたく   |
| 1965年10月5日                    | TP-1143      | A            | 泳げ‼カマボコ                            | 永六輔         | いずみたく               | いずみたく   |
| 1965年10月5日                    | TP-1143      | B            | メキシコの真珠（Mexican Pearls）         | 尾中美千絵     | いずみたく               | いずみたく   |
| 1966年3月5日                     | TP-1224      | A            | そよ風にのって（Dans La Même Wagon）     | 漣健児         | Guy Magenta              | いずみたく   |
| 1966年3月5日                     | TP-1224      | B            | キューティー・ガール                     | 岩谷時子       | いずみたく               | いずみたく   |
| 1966年                           | TP-1268      | A            | プロポーズ・ロックン・ロール             | ヨダ・明       | いずみたく               | いずみたく   |
| 1966年                           | TP-1268      | B            | 待ちきれなくて                           | ヨダ・明       | いずみたく               | いずみたく   |
| 1966年8月5日                     | TP-1312      | A            | なんどもなんども（Over And Over）        | なかにし礼     | Robert Byrd              | 川口真       |
| 1966年8月5日                     | TP-1312      | B            | 真赤な太陽（Sippin' 'N Chippin'）        | 岩谷時子       | Granville Sascha Buslaud | 川口真       |
| 1967年8月                        | TP-1494      | A            | 甘えて                                   | 永六輔         | いずみたく               | いずみたく   |
| 1967年8月                        | TP-1494      | B            | そして誰かに                             | 永六輔         | いずみたく               | いずみたく   |
| 1968年5月1日                     | TP-1635      | A            | 淋しい花嫁                               | 尾中美千絵     | いずみたく               | いずみたく   |
| 1968年5月1日                     | TP-1635      | B            | ファンキー・エンジェル                   | 尾中美千絵     | いずみたく               | いずみたく   |
| キングレコード／ロンドンレコード |              |              |                                          |                |                          |              |
| 1969年6月                        | TOP-715      | A            | 月夜にコマンタレブ (Comment Allez-Vous） | ヒロコ・ムトー | いずみたく               | 大杮隆       |
| 1969年6月                        | TOP-715      | B            | 好き、嫌い                               | 前田武彦       | いずみたく               | 大杮隆       |
| 1970年                           | TOP-718      | A            | 今夜だけの二人                           | 岩谷時子       | いずみたく               | 大杮隆       |
| 1970年                           | TOP-718      | B            | 浮気なダーリン                           | ヒロコ・ムトー | 大杮隆                   | 大杮隆       |
| 1971年                           | BS(L)-1369   | A            | オバケのサンバ                           | 三野良枝       | 萩野美貴子               | 大杮隆       |
| 1971年                           | BS(L)-1369   | B            | 日曜日はお休み                           | 山上路夫       | いずみたく               | 大杮隆       |

### ソノシート
- スカーレットちゃんの歌（1966年）

作詞：山上路夫、作曲：いずみたく
中嶋製作所（現：ナカジマコーポレーション）の着せ替え人形「スカーレットちゃん」のCMソングで、同人形の購入特典として付属した。

### オムニバスアルバム
- 60’s キューティ・ポップ・コレクション　〜ピンク・リップスティック・エディット〜（1995年8月23日、東芝EMI、TOCT-9128）-　「キューティー・ガール」収録。
- 魅惑のムード☆秘宝館～参之館（2000年、日本コロムビア、GSD-6901/6）-　「好き、嫌い」収録。
- 昭和ガールズ歌謡 レアシングルコレクションEMI編~大人の匂い/もやもやしちゃうの（2009年6月6日、BRIDGE INC.、BRIDGE-142）- 「プロポーズ・ロックン・ロール」収録。
- 見上げてごらん夜の星を～いずみたく作品集（2009年7月15日、EMIミュージック・ジャパン、TOCT-26865）-　「淋しい花嫁」「ファンキー・エンジェル」収録。
- トイキャラポップ・コレクション VOL.2 <ファンシー&カワイイ編>（2017年3月22日、Solid Records、CDSOL-1781）-　「スカーレットちゃんの歌」を収録。